# Уизерспун, Чазз
Чазз Уизерспун (англ. Chazz Witherspoon; род. 16 сентября 1981, Филадельфия, Пенсильвания, США) — американский боксёр-профессионал, выступающий в тяжёлой весовой категории.

## Любительская карьера
Уизерспун начал свою любительскую карьеру на втором курсе колледжа. Через год Уизерспун выиграл чемпионат штата Пенсильвания «Золотые перчатки». Пять месяцев спустя он занял третье место на Средне-Атлантическом региональном турнире, что позволило ему квалифицироваться в чемпионат США, и в этом процессе был удостоен звания «Самый выдающийся боксёр». В 2004 году занял второе место на чемпионате США, и это позволило Уизерспуну попасть на Олимпийские игры, но только в качестве запасного бойца. Через два месяца после возвращения с Афин он выиграл свой второй титул Пенсильвании «Золотые перчатки». Его полный любительский рекорд составляет 32 поединка с 26 победами и 6 поражениями.

## Профессиональная карьера
Известный как «джентльмен», Уизерспун стал профессионалом в 2004 году и был непобедимым в первых 23 профессиональных боях, 15 из них выиграв нокаутом.

### 21 июня 2008 года
В июне 2008 года состоялся бой двух непобеждённых боксёров — Криса Арреолы и Чазза Уизерспуна. В конце 3-го раунда Арреола выбросил несколько хуков в голову. Затем он пробил правый боковой в челюсть. Уизерспун упал на канвас одновременно с гонгом. Он поднялся на счёт «7» и судья предложил ему отойти от канатов, чтобы убедиться в его дееспособности. В этот момент тренер Уизерспуна оказался в ринге. Команда Арреолы и он сам обратили внимание рефери на этот факт, так как рефери стоял к углу Чеза спиной. В этот момент гонг прозвучал 2-й раз. Через несколько секунд рефери дисквалифицировал Уизерспуна.

### 2008—2012
После первого поражения, в ноябре 2008 года Уизерспун нокаутировал в 8-м раунде Адама Ричардса. Победил ещё 2 рейтинговых боксёров, и в конце 2009 года проиграл нокаутом в 9-м раунде американцу Тони Томпсону.

### Бой с Сетом Митчеллом
В апреле 2012 года Уизерспун встретился с серьёзным соперником, непобеждённым соотечественником Сетом Митчеллом в бою за вакантный титул чемпиона Северной Америки по версии WBO NABO. Бой начался активно. Со второй половины 1-го раунда Уизерспун начал сильно атаковать Митчелла и выглядел уверенней. Первый раунд вышел с преимуществом Уизерспуна. Во 2-м раунде Митчелл начал больше атаковать и взял раунд. В начале 3-го раунда в ближнем бою Уизерспун пропустил левый хук и упал. Он поднялся на счёт «6». Митчел бросился добивать соперника. Весь раунд Митчелл избивал Уизерспуна. За 30 секунд до окончания раунда рефери отсчитал Уизерспуну стоячий нокдаун. Глядя в глаза Уизерспуну, рефери решил прекратить поединок. Митчелл победил техническим нокаутом.

### Бой с Александром Усиком
Усик должен был дебютировать в тяжёлой весовой категории 12 октября 2019 года на арене Wintrust Arena в Чикаго, против Тайрона Спонга. Однако Спонг сдал положительный тест на кломифен, всего за несколько дней до боя. Промоутер Эдди Хирн объявил, что рассматриваются несколько запасных соперников, среди которых был выбран Уизерспун. Таким образом, Уизерспун присоединился к бою за несколько дней до него. В итоге Усик победил, поскольку Уизерспун отказался продолжать бой после 7-го раунда.

## Таблица профессиональных поединков
В таблице перечислены результаты всех поединков боксёров.
В каждой строке указан результат поединка. Дополнительно номер поединка обозначен цветом, который обозначает итог поединка. Расшифровка обозначений и цветов представлена в нижеследующей таблице.
| Пример | Расшифровка                     |
| ------ | ------------------------------- |
|        | Победа                          |
|        | Ничья                           |
|        | Поражение                       |
|        | Планируемый поединок            |
|        | Поединок признан несостоявшимся |
| КО     | Нокаут                          |
| ТКО    | Технический нокаут              |
| PTS    | Решение судей (по очкам)        |
| UD     | Единогласное решение судей      |
| MD     | Решение большинства судей       |
| SD     | Раздельное решение судей        |
| RTD    | Отказ от продолжения боя        |
| DQ     | Дисквалификация                 |
| NC     | Поединок признан несостоявшимся |

| 42 поединка, 38 побед (29 нокаутом), 4 поражения. | 42 поединка, 38 побед (29 нокаутом), 4 поражения. | 42 поединка, 38 побед (29 нокаутом), 4 поражения. | 42 поединка, 38 побед (29 нокаутом), 4 поражения. | 42 поединка, 38 побед (29 нокаутом), 4 поражения.           | 42 поединка, 38 побед (29 нокаутом), 4 поражения. | 42 поединка, 38 побед (29 нокаутом), 4 поражения.         |
| Бой                                               | Рекорд                                            | Дата                                              | Соперник                                          | Место боя                                                   | Результат                                         | Данные о бое                                              |
| ------------------------------------------------- | ------------------------------------------------- | ------------------------------------------------- | ------------------------------------------------- | ----------------------------------------------------------- | ------------------------------------------------- | --------------------------------------------------------- |
| 42                                                | 38-4                                              | 12 октября 2019                                   | Александр Усик (16-0)                             | Wintrust Arena, Чикаго, Иллинойс, США                       | RTD 7 (12), 3:00                                  |                                                           |
| 41                                                | 38-3                                              | 23 марта 2019                                     | Сантандер Сильгадо (28-6)                         | Showboat Hotel & Casino, Атлантик-Сити, Нью-Джерси, США     | RTD 2 (8), 3:00                                   |                                                           |
| 40                                                | 37-3                                              | 10 марта 2018                                     | Ламонт Кейперс (9-11-4)                           | Claridge Hotel & Casino, Атлантик-Сити, Нью-Джерси, США     | UD 8                                              | Счёт судей: 78-74 78-74 77-75.                            |
| 39                                                | 36-3                                              | 1 октября 2016                                    | Карлос Сандовал (9-10-1)                          | Sun National Bank Center, Трентон, Нью-Джерси, США          | TKO 4 (10), 1:25                                  |                                                           |
| 38                                                | 35-3                                              | 6 августа 2016                                    | Майкл Марроне (21-5)                              | Grundy Arena, Бристоль, Пенсильвания, США                   | TKO 2 (6), 1:31                                   |                                                           |
| 37                                                | 34-3                                              | 15 августа 2015                                   | Ник Гуивас (11-2-2)                               | The Playground, Атлантик-Сити, Нью-Джерси, США              | TKO 3 (10), 1:07                                  |                                                           |
| 36                                                | 33-3                                              | 18 апреля 2015                                    | Гален Браун (43-29-1)                             | GPG Events Center, Пенсоукен, Нью-Джерси, США               | TKO 5 (10)                                        |                                                           |
| 35                                                | 32-3                                              | 24 января 2015                                    | Кори Фелпс (16-7-1)                               | GPG Events Center, Пенсоукен, Нью-Джерси, США               | TKO 2 (10), 1:30                                  |                                                           |
| 34                                                | 31-3                                              | 12 июля 2014                                      | Тайяб Бил (9-4-1)                                 | GPG Events Center, Пенсоукен, Нью-Джерси, США               | TKO 2 (10), 1:30                                  |                                                           |
| 33                                                | 30-3                                              | 28 апреля 2012                                    | Сет Митчелл (24-0-1)                              | Boardwalk Hall, Атлантик-Сити, Нью-Джерси, США              | TKO 3 (12), 2:31                                  |                                                           |
| ...                                               |                                                   |                                                   |                                                   |                                                             |                                                   |                                                           |
| 1                                                 | 1-0                                               | 24 января 2004                                    | Джеймс Дэниелс (2-3)                              | Riverwinds Community Center, Вест-Дептфорд, Нью-Джерси, США | TKO 8 (8), 1:59                                   | Бой за вакантный титул по версии WBO NABO в тяжёлом весе. |
| Бой                                               | Рекорд                                            | Дата                                              | Соперник                                          | Место боя                                                   | Результат                                         | Данные о бое                                              |